# Суховоля (гміна, Сокульський повіт)
Гміна Суховоля (пол. Gmina Suchowola) — місько-сільська гміна у східній Польщі. Належить до Сокульського повіту Підляського воєводства.
Станом на 31 грудня 2011 у гміні проживало 7282 особи.

## Територія
Згідно з даними за 2007 рік площа гміни становила 255.89 км², у тому числі:
- орні землі: 76.00%
- ліси: 11.00%

Таким чином, площа гміни становить 12.46% площі повіту.

## Населення
Станом на 31 грудня 2011:
| Опис     | Загалом | Загалом | Чоловіки | Чоловіки | Жінки | Жінки |
| -------- | ------- | ------- | -------- | -------- | ----- | ----- |
| одиниця  | осіб    | %       | осіб     | %        | осіб  | %     |
| все      | 7282    | 100     | 3592     | 49.33    | 3690  | 50.67 |
| міське   | 2273    | 100     | 1102     | 48.48    | 1171  | 51.52 |
| сільське | 5009    | 100     | 2490     | 49.71    | 2519  | 50.29 |

## Сусідні гміни
Гміна Суховоля межує з такими гмінами: Домброва-Білостоцька, Корицин, Штабін, Янув, Ясвіли.